# Dóra Takefusa
Dóra Takefusa (* 8. Januar 1971 in Reykjavík) ist eine isländische Schauspielerin und Moderatorin.

## Leben und Karriere
Dóra wurde in Reykjavík als Tochter einer isländischen Mutter und eines japanischen Vaters geboren. Ihr Halbbruder ist der ehemalige Fußballspieler Björgólfur Takefusa. Sie wuchs in Seyðisfjörður auf. Später kehrte sie nach Reykjavík zurück. Ihr Debüt gab sie 1992 in dem Film Veggfóður: Erótísk ástarsaga. 
Anschließend bekam sie 1995 in Einkalíf eine Hauptrolle. 1996 war sie in dem Film Draumadísir als Make-up Artistin zuständig. Außerdem arbeitete sie als Fernsehmoderatorin bei Skjár einn.

## Filmografie
Als Schauspielerin
- 1992: Veggfóður: Erótísk ástarsaga
- 1995: Einkalíf

Als Make-up Artistin
- 1992: Inside Out III
- 1996: Draumadísir